# 루빔 프라예르만
루빔 이사예비치 프라예르만(러시아어: Рувим Исаевич Фраерман, 혹은 한국어로 쁘라엘만, 1891년 9월 22일 ~ 1972년 3월 28일)은 러시아의 작가이다.

## 생애
1891년 벨라루스 묘길요프(Mogilyov) 지방의 유태인 가정에서 태어났다. 
시베리아 극동 철도에서 일하던 중 러시아 적백내전이 발생했고, 1920년 사할린주에서 발생한 니항사건에 참가했다.
1918년 러시아 적백내전과 제2차 세계대전에서 파르티잔 활동을 하였다.
근대 러시아의 유명 소설가였으며, 아동문학가, 언론인이었다. 

### 2차 세계대전
2차 세계대전에 자원하여 파르티잔으로 참전했다. 

### 문학 활동
아동문학, 언론인, 종군기자, 단편소설 창작 활동을 했다. 
그의 작품 중 다수가 영화와 라디오 방송으로 만들어졌다.
시베리아의 대자연 및 여러 소수 민족들에 관련된 문학작품이 다수 출판되었으며, 특히 《딩고》는 영화로 만들어져 소련 시대에 2천만 명 이상이 관람하였고, 주제가도 공산권 국가에서 높은 인기를 누렸으며, 1989, 1991년 한국에서도 번역 출판되었다.
소수민족이었던 길랴크족(혹은 길야츠크족), 조선인과 독립군(일명 사할린 의용대)에 대한 진술도 일부 남겼다. 
1972년 모스크바에서 사망했다.

## 저작물
- 딘고, 혹은 첫사랑 이야기, 역자: 최현, 출판사: 청년사, 출판일 1989. 7. 30.[1]
- 딩고: 첫사랑의 이야기, 역자 : 안선덕, 출판사 : 새터,  출판일 1991. 10. 1.[2]
- 황금색 수레국화(Золотой Василек)[3]
- IMDB (영어) Ruvim Frayerman - 인터넷 영화 데이터베이스